# 嚴原八幡宮神社
34°12′23″N 129°17′21″E / 34.2065°N 129.28925°E
嚴原八幡宮神社（日语：／ Izuharahachimangu-jinja */?）是日本長崎縣對馬市嚴原町中村的神社，社格是名神大社（論社）、對馬國一宮和縣社，祭神是神功皇后、應神天皇、仲哀天皇、姬大神和武內宿禰，別當寺根據《津島紀事》是極樂寺、三光寺、四王寺、淨土寺、太平寺和彌勒寺。
氏子方面，根據《府縣鄉社明治神社誌料》記載是2514戶，《神社名鑑》和《全國神社名鑒》均指是2500戶。文化財方面，「紫裾濃絲緘胴丸（附有兜和大袖）」、「高蒔繪繪卷」和「高蒔繪三十六歌仙額」均是對馬市指定文化財。

## 位置與名稱
- 清水山和神社一帶
- 刻有「八幡宮神社」的社號標

神社位於嚴原町中心部分的清水山東邊山麓，附近曾經建有對馬國國府。行政區劃方面，神社原屬對馬國下縣郡與良鄉，後為中村町、嚴原村和嚴原町，字是清水山。
名稱方面，根據收錄於《藤家文書》內元祿年間（1688年至1704年）的《對馬主神職要解》記載，神社在天武天皇6年（677年）勸請自上津八幡宮（八幡本宮），因此相對地也稱為「下津八幡宮」或「八幡新宮」，下津是下縣郡在中世時的稱呼，八幡宮則源於神功皇后於三韓征伐時的八面幡。文獻上，「下津八幡宮」的稱呼見於收錄於《八幡宮文書》內文保2年5月4日（1318年6月3日）的《少貳盛經書下寫》，「八幡新宮」則見於文永4年2月20日（1267年3月17日）的《寺家僧徒等免行注進狀寫》。
《對馬主神職要解》也指出神社稱作「府內八幡宮」，文獻上根據收錄於《宗家御判物寫》內應永11年12月15日（1405年1月15日）的《正永書下》記載有「府八幡宮」，《八幡宮文書》內永仁4年8月27日（1296年9月25日）的《對馬嶋目代左衛門尉源長久安堵狀寫》則為「正八幡宮」。明治初年，神社曾經也改稱為和多都美神社，不過在1890年8月27日撤回，並且改稱「八幡宮神社」。此外，神社也稱作「嚴原八幡宮」。

## 歷史
根據神社說法，神社是神功皇后在三韓征伐出兵時的遺址，社殿建於白鳳6年，文獻上最早則見於《八幡宮文書》內永曆元年（1160年）3月的《對馬國下津八幡宮所司解案》，日隈正守以上津八幡宮勸請自永承7年（1052年）為由，推測下津八幡宮在永承7年至永曆元年時勸請自上津八幡宮。文治5年4月2日（1189年4月19日），根據《留守所下文寫》記載，藤原秋依獲補任為八幡宮主神司掾官，建久元年7月6日（1190年8月8日）根據《下津八幡宮政所下文案》記載，按照譜代他獲補任為「八幡宮大宮大宮司」。文永4年2月20日（1267年3月17日），根據《講師某注進狀寫》記載，「八幡新宮」是下縣郡神社之首。文永11年（1274年）10月，根據《日蓮聖人註畫贊》以及永祿9年（1566年）的《元祖蓮公薩垂略傳》記載，「對馬國府八幡宮」和「國府鎮守八幡廟宮」的臨時社殿失火，此事猶如預兆一樣，在當天黃昏便發生蒙古襲來。
神社作為八幡宮雖然沒有記載於《延喜式神名帳》，不過寶曆10年（1760年）的《大小神社帳》主張神社原本是名神大社「和多都美神社」，天明年間（1781年至1789年）的《神社大帳》和《津島紀事》均支持此說法，《玉勝間》和《神名帳考證》也接受此說法。相對地，《舊社考》則視乙和多都美神社為「和多都美神社」。一宮方面，根據收錄於《益永文書》內寬喜2年5月9日（1230年6月21日），的《武藤資能宇佐宮御祈用途物送文案》記載，對馬島當時已經存在一宮，關於神社作為一宮的文獻記載則最早見於正平3年10月26日（1348年11月17日，貞和4年）的《妙意書下寫》。
建武3年7月22日（1336年8月29日，延元元年），根據《某書下寫》記載，由於社殿受到大樹倒塌的影響而損毀，因此下津郡的百姓奉命以寄合形式，務必在8月神事舉行前修好社殿。康安2年4月11日（1362年5月5日，正平17年），根據《宗宗香書下》記載，神社當時的例月神事料所佐賀、雞知和佐護等地奉命按照注文上繳年貢，並且不得對神事有所怠慢，同年8月19日（9月8日）根據收錄於《與良鄉宗家判物寫》內《宗宗慶書下》記載，介知的大掾奉命舉行神事。貞治3年2月21日（1364年3月25日，正平19年），根據《某書狀》記載，神社在佐護郡有1反（約991.74平方米）田地。建德2年閏3月5日（1371年4月20日，應安4年），根據《宗宗香書下寫》記載，代官宗宗香向「正八幡宮」的惣宮司下令按照先例舉行神事，並且替守護和地頭祈禱。
明治初年，神社改稱為「和多都美神社」。1874年6月，神被獲列為鄉社。1890年8月27日，神社改稱為八幡宮神社。1907年7月26日，神社獲列為神饌幣帛料供進社。1916年11月26日，神社從鄉社升為縣社。

## 境內
- 本殿
- 樓門

根據《府縣鄉社明治神社誌料》記載，神社境內面積達2882坪（約9527.27平方），《神社名鑑》和《全國神社名鑒》均稱是7913坪（約26158.68平方），《式內社調查報告》則記載為2882坪以及有山林1町6反（約15867.77平方），並且指出清水山整體本來皆為社有地，不過在明治時劃為國有林。本殿佔地22坪（約72.73平方），為寬5間（約9.09），長3間（約5.45）的流造檜皮葺建築，拜殿是寬4.5間（約8.18），長3間（約5.45）的瓦頂建築，走廊寬1.5間（約2.73），長4間（約7.27），社務所和繪間堂均是寬7間（約12.73），長3間（約5.45），樓門寬2間（約3.64），長1.5間（約2.73），社務所和樓門均為瓦頂，倉庫寬3間，長2間。
| 名稱 | 平神社                              | 宇努刀神社 | 御印鑰神社     | 天神神社          | 國府平神社          | 與良祖神社 | 與良郡津神社      | 竃神社                   | 火鎮神社   | 今宮神社         | 荒人神社           |
| 祭神 | 天穗日命 日本武尊 仁德天皇 菟道皇子 | 須佐男命   | 天佐手依比賣神 | 安德天皇 菅原道真 | （安德天皇） 宗義智 | 豐玉姬     | 大己貴命 少彥名命 | 御歲神 興津彥神 興津姬神 | 軻遇突智神 | 小西行長之女的靈 | 神役人立花氏之女靈 |

- 平神社
- 宇努刀神社
- 天神神社

平神社的本殿是長寬各1.5間的銅板屋頂建築，拜殿是寬2間，長1.5間的瓦頂建築，為式內社「平神社」的論社，社格是村社。平神社由阿麻氐留神社、軍殿神社、若宮神社和新靈神社合併而成，根據《神社大帳》記載，祭神按順序是天穗日命、日本武尊、仁德天皇和菟道皇子。根據《對馬神社誌》記載，「平神社」在承和8年8月25日（841年9月13日）獲敘從五位下的神階，貞觀元年（859年）升至從五位上，其後升至正五位下，貞觀12年（870年）升至正五位上，元慶元年（877年）升至從四位下，元慶3年（879年）再升至從四位上，寬平9年（897年）和永治元年（1141年）先後升敘，直至正四位上。不過，《式內社調查報告》指貞觀元年和元慶元年的記述在《日本三代實錄》均沒有記載，不過在元慶元年則有「對馬嶋平野神」為從四位下，主張平神社是附會平野神社，作為式內社的理據雖然也薄弱，不過也是唯一的論社。
宇努刀神社佔地約100平方米，本殿是長寬各1間（約1.82），拜殿是長寬各2.5間（約4.55），為式內社「宇努刀神社」的論社，社格是村社，原本位於上縣郡佐賀村，在延德3年6月14日（1491年7月20日）由宗貞國轉移至境內。貞觀11年（869年），神社開始以八坂神社的須佐男命為祭神，因此直至明治為止均稱為祇園。翌年3月5日（870年4月9日），根據《日本三代實錄》記載，神社作為「宇努神」獲敘從五位上的神階。
御印鑰神社原本是負責保管印鑰的神社，社格是村社，以前坐落於嚴原町今屋敷國府平。由於收錄於《下津八幡宮文書》內的《對馬島留守所下文》記載有「印役之神事」，因此推測神社創建於建曆2年（1212年）之前。享祿元年（1528年），印鑰毀於戰火。同年10月，宗盛治率兵攻擊金石城時，宗將盛藏身於神社的內陣而逃過一劫。其後根據《宗氏家譜》以及收錄於《對馬古文書》內的《宗氏世系私記》記載，盛治攻佔金石城後遭到宗盛廉的反攻而自殺，葬身火海，推測神社的倉庫以及各種文獻也同時付之一炬。根據貞享3年（1686年）的《神社誌》記載，神社位於金石城西北面靠山一帶。明治初年，神社由於神社整理而併入宇努刀神社。
天神神社是由於相傳安德天皇在對馬死去而創建，另一祭神菅原道真則在貞治元年（1362年，正平17年）由宗經茂勸請自大宰府。國府平神社原本位於今屋敷國府平或天道山，社格是村社，《對馬神社誌》稱祭神是宗義智，《新對馬島誌》則指是安德天皇和宗義智，與村社白磯神社同樣已併入至天神神社，白磯神社的祭神則是宗義純。
與良祖神社原本位於久田道，文龜2年（1502年）按神託遷至境內。與良郡津神社原本位於扇原以東的後山山麓，對馬國分寺創建後一度遷至其境內，明治3年（1870年）轉移至神社境內，現在沒有社殿。竃神社原本位於市峰的北日吉，因此又名日吉神社，文治2年（1186年）遷至境內。火鎮神社原本位於田淵的扇原，元祿年間轉移至境內。此外，在嚴原町中村字笠淵則建有大歲神社，祭神是大歲神、興津彥神和興津姬神，1874年6月列為村社。

## 祭事
| 正月 | 御供（正月元日） 若菜之御祭禮（正月六日） 人日（正月七日） 年始之御神事（正月十一日） 武射之御神事（正月十七日） | 五月 | 御祭禮（五月端午）                                                           | 九月   | 重要之御祭禮             |
| 二月 | 舍人之御神事（二月初午）                                                                                         | 六月 | 祗園會御能（六月十五日）                                                     | 十月   | —                        |
| 三月 | 御祭禮（三月上巳）                                                                                               | 七月 | 御祭禮（七月七日）                                                           | 十一月 | 賤之御神事（十一月初午） |
| 四月 | — | 八月 | 酒開之御神事（八月十三日） 晚御神樂（八月十四日） 放生會御祭禮（八月十五日） | 十二月 | 御祭（十二月十三日）     |

武射之御神事是祈求五穀豐收、武藝進步和平安健康的祭事，推測源於神社八幡宮化的平安時代中期，文獻上則最早見於江戶時代。祭事當天，由一名祝詞大夫以及兩名出自阿比留氏的在廳官人負責射箭，佐護郡負責莚以及派一人負責回收射出的箭，阿連村各派一人負責小行事和太鼓，標靶和直會的準備由雞知村負責，神社則以對馬府中藩給予的銀來充當直會以及膳食的費用，祝詞大夫每年也會獲贈優質的紙和扇子，此祭事在近代時已經不再舉行。
舍人之御神事是祈求五穀豐收、畜產興旺以及消災祈福的祭事，舍人指照顧馬匹的人，源於舍人在以前可能參加過此祭事而得名，又稱初午祭，推測源於神社八幡宮化的平安時代中期。祭事當天，由裝飾有鈴鐺和花的馬接受祓，由三人分別負責鉦、太鼓和笛，眾人則伴隨著囃子聲而起舞，此祭事在近代時已經不再舉行。
放生會御祭禮是祈求五穀豐收、身體健康和百業興旺的祭事，由於放生會是八幡宮系列神社的重要祭禮，因此推測源於神社八幡宮化的平安時代中期，文獻上則見於江戶時代，與現行的形式大同小異。祭事前一天晚上6點先在社殿舉行前夜祭，祭事當天上午11點開始舉行神幸式，往嚴原港出發，由嚴原的14個地區每隔三年輪流派150人參加。一行人在抵達嚴原港後放生貝類，然後返回神社。第二次世界大戰後，在神社也會奉納命婦之舞和浦安之舞。

## 註解
1. ↑  現行對應地名如下[3]：
  - 佐賀現為對馬市峰町（日语：峰町）佐賀。
  - 雞知現為對馬市美津島町（日语：美津島町）雞知（日语：雞知町）。
  - 佐護現為對馬市上縣町（日语：上県町）佐護。
2. ↑  介知即雞知。佐護郡現為對馬市上縣町佐須奈（日语：佐須奈村）和上對馬町（日语：上対馬町）玖須（日语：豊崎町 (長崎県)）[3]。
3. ↑  久田道和田淵現為嚴原町久田道和田淵[3]。
4. ↑  阿連村現為嚴原町阿連（日语：佐須村）[3]。

## 外部連結
- . 九州國立博物館.   [2023-10-09]. （原始内容存档于2022-08-14） （日语）.
- . 對馬觀光物產協會.   [2023-10-09]. （原始内容存档于2023-10-09） （日语）.